# Rylener

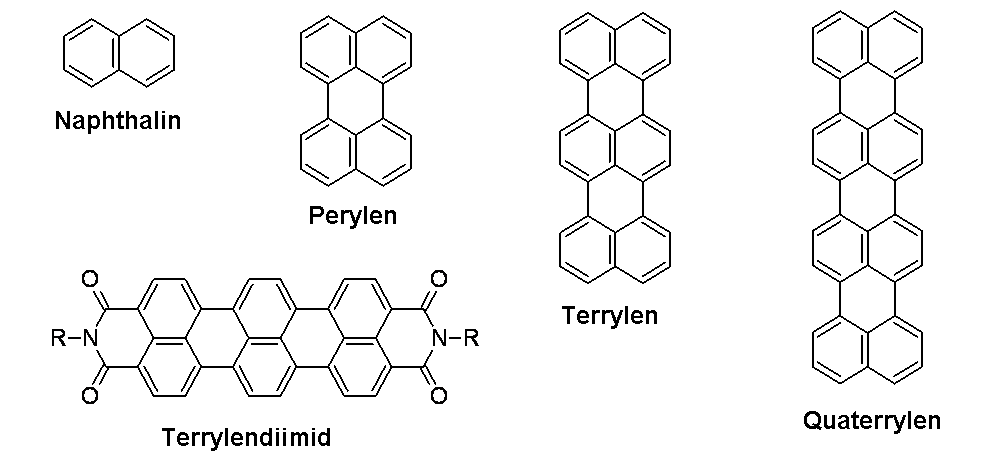
De första föreningarna i gruppen rylener. Uppe till vänster ses naftalen och nedanför den ett exempel på ett imidderivat.

Rylener är en grupp polycykliska aromatiska kolväten strukturerade som olika antal naftalenmolekyler förbundna med varandra via enkla kol-kol-bindningar vid positionerna 1 och 8. Även derivat av dessa kallas rylener.
Perylen har två förbundna naftalenenheter, därefter kommer terrylen med tre sådana enheter, quaterrylen med fyra, pentarylen med fem och så vidare.
Framförallt symmetriska imid-derivat av rylener spelar stor roll som färgämnen och pigment.